# غاز الماء

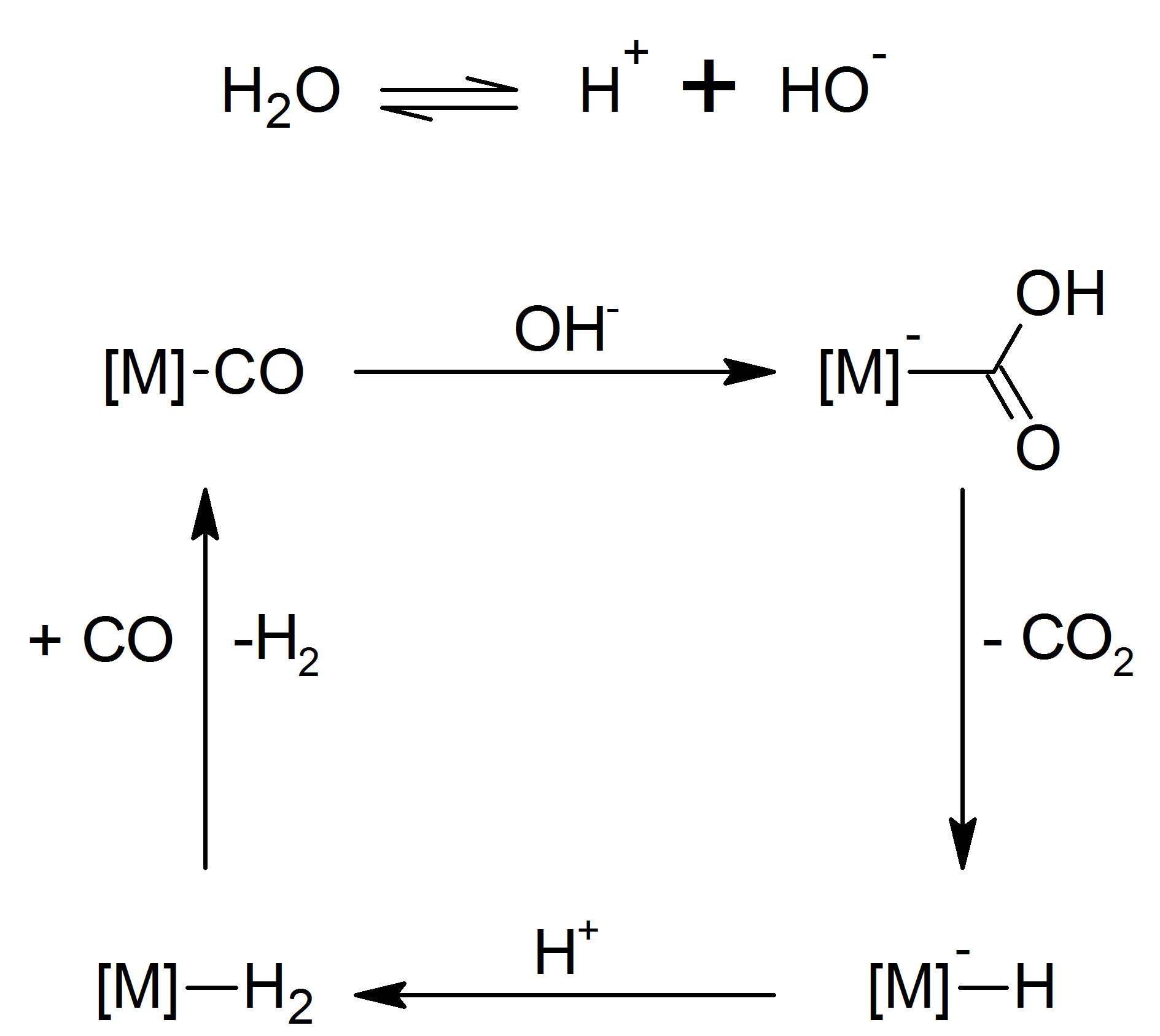

غاز الماء (بالإنجليزية: Water gas)‏ هو أحد أنواع غاز التصنيع، الذي يحتوي على أول أكسيد الكربون والهيدروجين. وهو ناتج مفيد ولكنه يتطلب التعامل معه بحذر بسبب خطر التسمم بأول أكسيد الكربون. والغاز يصنع بواسطة تمرير البخار فوق فحم الكوك الأحمر الساخن. 
و المعادلة كالتالي:
كاربون + ماء ← أول أكسيد الكاربون + هيدروجين.
H2O + C → H2 + CO (ΔH = +131 kJ/mol)
ولأن هذا التفاعل ماص للحرارة، يجب إعادة تسخين الوقود ليستمر التفاعل. ولإنجاز ذلك، يتردد تيار من الهواء مع تيار الغاز بالدور لتحفيز الكاربون على الاشتعال.
O2 + C → CO2 (ΔH = −393.5 kJ/mol)
نظريًا، يتطلّب تصنيع 6 لتر من غاز الماء استهلاك 5 لتر من الهواء.
ويمكن أيضا إن توفَّر الطاقة باستخدام الأكسجين النقي لحرق الكربون بدلًا عن استخدام الهواء، وذلك لتجنب تلويث المنتج بالنيتروجين.
O2 + 2 C → 2 CO (ΔH = −221 kJ/mol)
في هذه الحالة، يُنتِج 1 لتر من الآكسجين 5,3 لتر من غاز الماء.

## التاريخ
اكتشف الفيزيائي الإيطالي فليجه فونتانا تفاعل انزياح ماء-غاز سنة 1780، وبدآ تصنيع غاز الماء في إنجلترا سنة 1828 عن طريق نفخ البخار خلال الكوك الساخن إلى درجة حرارة تجعل لونه أبيضًا. وكان يكربن غازَ الماء وقودُ البنزين، من خلال عملية اخترعها «لويس تومسون» و«هايند». وكانت الغازات الطبيعية عادةً ما تُستخدم في الولايات المتحدة للكربنة.

## عملية غاز لو
طوّر ثاديوس لو [الإنجليزية] عملية غاز الماء وحصل على براءة اختراع لها سنة 1873، لتوليد كميات كبيرة من غاز الهيدروجين لتوفير النور والطاقة للاستهلاك المنزلي والتجاري. وفاقت كفائة غاز الماء الجديد في التدفئة كفائة غاز الفحم المنتشر استخدامه في البلديات آنذاك. واستخدمت عملية «لو» تفاعل انزياح ماء-غاز:
CO + H2O → CO2 + H2
واكتُشفت العملية عن طريق تمرير بخار ماء عالي الضغط فوق الفحم الساخن، المصدر الآساسي لغاز الفحم. وطوّرت عملية «لو» نُظُم المداخن التي تُبقي الفحم محمصًا (superheated) لتوليد تيار عالي منتظم من المنتج (غاز الماء). وخلقت تلك العملية تفاعلًا ثرمو-كيميائيًا يُضيف الهيدروجين (من بخار الماء) إلى آول آكسيد الكربون (من غاز الفحم)، وينتج عن هذا التفاعل ثاني آكسيد الكربون مخلوطًا في الهيدروجين، والذي يُنتج هيدروجينًا خالصًا بعد تبريد وغسل الغاز.
حفّزت عملية «لو» لبدآ مجال تصنيع الغاز، وافتُتحت مصانع تغويز على امتداد الساحل الشرقي للولايات المتحدة عقب جهره بالعملية. وأدّت عمليات مرافقة، منها عملية هابر، لإنتاج الأمونياك (NH3) عن طريق دمج النيتروجين (من الهواء) بالكثير من الهيدروجين. ودفع ذلك ببدأ مجال التبريد الحديث، فقد استخدمت الثلاجات الآمونياك كمادة مثلجة. وقد حصل «لو» على عدد من برائات الاختراع لماكينات تصنيع الثلج، فأدار عدد من الشركات للتخزين البارد بجانب مصانع إنتاج كيميائي، وجاء ذلك من وراء إبداعه عملية تصنيع الهيدروجين بكميات كبيرة.

## تنوعات

### غاز الماء المكربن
كان لغاز الماء حرارة احتراق أقل من حرارة احتراق غاز الفحم، ولزيادة تلك القيمة مُرّر الغاز خلال غرفة ساخنة تعرّض فيها للرّشّ بالغاز. وسمّي الغاز المنتج (غاز الماء المكربن).

## تفاعل انزياح ماء-غاز
ينتج تفاعل انزياح ماء-غاز هيدروجينًا خالصًا من غاز الماء، بعد إزالة ثاني أكسيد الكربون الذي يتكون من تفاعل أول أكسيد الكربون مع الماء.

## اقرأ أيضاً
- تغويز الفحم
- غاز الفحم